# Ophiodes intermedius
Espèce
Ophiodes intermedius est une espèce de sauriens de la famille des Diploglossidae.

## Répartition
Cette espèce se rencontre :
- en Argentine dans la province de Chubut ;
- au Paraguay ;
- en Bolivie dans les départements de Beni, de Cochabamba et de Santa Cruz.

## Publication originale
- Boulenger 1894 : List of reptiles and batachians collected by Dr. T. Bohls near Asuncion, Paraguay. Annals and magazine of natural history, sér. 6, vol. 13, p. 342-348 (texte intégral).